# FC Metalurgi Rustawi
Der FC Metalurgi Rustawi (georgisch სკ მეტალურგი რუსთავი; bis 2011 FC Olimpi Rustawi) war ein Fußballverein aus der georgischen Stadt Rustawi. Das Stadion des Vereins war das Poladi-Stadion, das 12.000 Zuschauern Platz bietet. 2007 gewann der Verein erstmals die Umaghlessi Liga, die höchste georgische Spielklasse. 
In der Saison 2007/08 nahm der Club an der ersten Qualifikationsrunde zur UEFA Champions League teil, scheiterte jedoch am kasachischen Meister FK Astana mit 0:0 und 0:3.
Der Verein unterlag in der Saison 2010/11 in der zweiten Qualifikationsrunde zur UEFA Champions League dem kasachischen Meister FK Aqtöbe mit 0:2 und 1:1.

## Geschichte
- 1990: Gründungsmitglied der Umaglesi Liga als Gorda Rustawi
- 1992: Umbenennung in FC Metalurgi Rustawi
- 1998: Umbenennung in Gorda Rustawi
- 2003: Umbenennung in FC Rustawi
- 2006: Fusion mit dem FC Tiflis; Umbenennung in FC Olimpi Rustawi
- 2011: Umbenennung in FC Metalurgi Rustawi
- 2015: Konkurs und Auflösung des Vereins während der Saison

## Erfolge
- Georgischer Meister (2): 2007, 2010

## Europapokalbilanz
| Saison  | Wettbewerb            | Runde                  | Gegner             | Gesamt | Hin     | Rück    |
| ------- | --------------------- | ---------------------- | ------------------ | ------ | ------- | ------- |
| 2004/05 | UEFA-Pokal            | 1. Qualifikationsrunde | FK Şəmkir          | 5:1    | 1:0 (H) | 4:1 (A) |
| 2004/05 | UEFA-Pokal            | 2. Qualifikationsrunde | Legia Warschau     | 0:7    | 0:1 (H) | 0:6 (A) |
| 2007/08 | UEFA Champions League | 1. Qualifikationsrunde | FK Astana          | 0:3    | 0:0 (H) | 0:3 (A) |
| 2009/10 | UEFA Europa League    | 1. Qualifikationsrunde | B36 Tórshavn       | 4:0    | 2:0 (H) | 2:0 (A) |
| 2009/10 | UEFA Europa League    | 2. Qualifikationsrunde | Legia Warschau     | 0:4    | 0:3 (A) | 0:1 (H) |
| 2010/11 | UEFA Champions League | 2. Qualifikationsrunde | FK Aqtöbe          | 1:3    | 0:2 (A) | 1:1 (H) |
| 2011/12 | UEFA Europa League    | 1. Qualifikationsrunde | FC Banants Jerewan | 2:1    | 1:0 (A) | 1:1 (H) |
| 2011/12 | UEFA Europa League    | 2. Qualifikationsrunde | Ertis Pawlodar     | 3:1    | 1:1 (H) | 2:0 (A) |
| 2011/12 | UEFA Europa League    | 3. Qualifikationsrunde | Stade Rennes       | 2:7    | 2:5 (H) | 0:2 (A) |
| 2012/13 | UEFA Europa League    | 1. Qualifikationsrunde | KS Teuta Durrës    | 9:1    | 3:0 (A) | 6:1 (H) |
| 2012/13 | UEFA Europa League    | 2. Qualifikationsrunde | Viktoria Pilsen    | 1:5    | 1:3 (H) | 0:2 (A) |

Gesamtbilanz: 22 Spiele, 8 Siege, 4 Unentschieden, 10 Niederlagen, 27:33 Tore (Tordifferenz −6)